# Peter Wexler

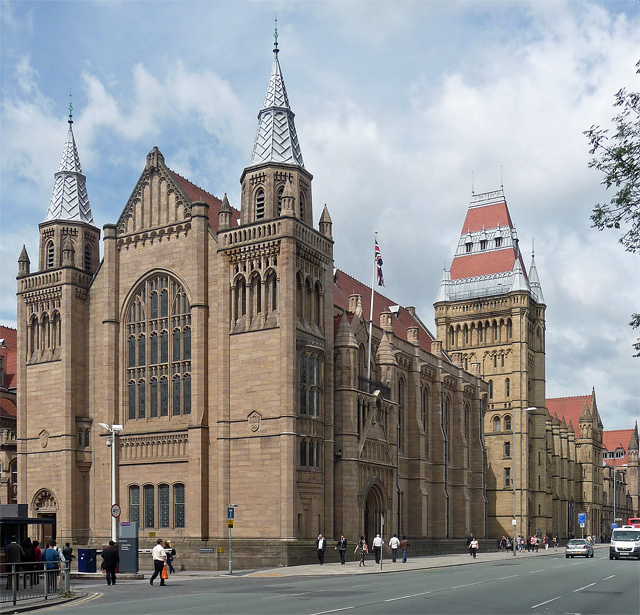
Universidad de Manchester

Peter Jacob Wexler (1923–2002) fue un erudito británico en Romance y lexicógrafo.

## Vida y trabajo
Recibió su doctorado de la Sorbona en 1951 con una tesis titulada La formation du vocabulaire des chemins de fer en France, 1778–1842 (El desarrollo del argot ferroviario en Francia, 1778–1842). Enseñó primero en la Universidad de Mánchester y luego en la Universidad de Essex. Wexler contribuyó con muchos materiales para "Matériaux pour l'histoire du vocabulaire français" de Bernard Quemada. También contribuyó con 50,000 citas al Oxford English Dictionary, incluyendo más de 500 primeros ejemplos de palabras. Además, publicó en los Cahiers de lexicologie.